# San Pedro del Monte (Burgos)
San Pedro del Monte es una pedanía del municipio de Bascuñana en la comarca de Montes de Oca, subcomarca de Montes de Ayago de la provincia de Burgos, comunidad autónoma de Castilla y León, España.

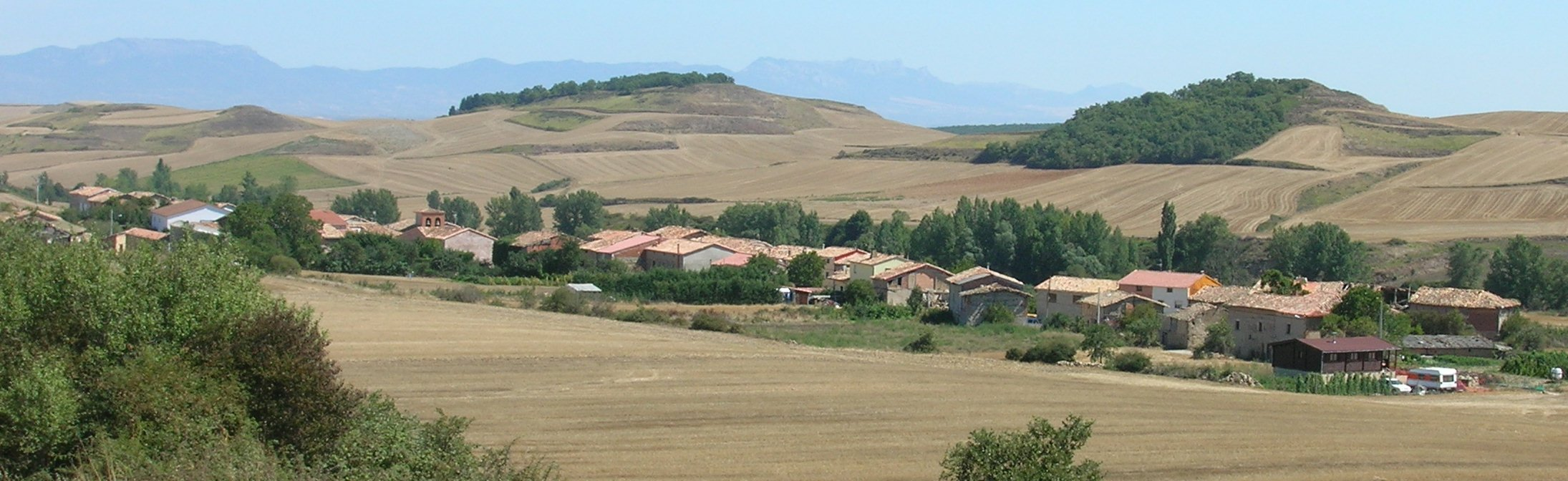
Panorámica de San Pedro del Monte desde el suroeste (Carrasquedo).

## Situación
Situado a 56 km de Burgos y tiene una población censada de 31 habitantes en 2006. 
El pueblo está situado a 5 kilómetros de Bascuñana, aporta a la población censada total del municipio prácticamente el 50 % de sus habitantes.
Permanentes en San Pedro hay unas 15 personas. En periodos de vacaciones y fines de semana la población se multiplica por cinco entre hijos del pueblo y nuevos propietarios, que buscando la tranquilidad y el contacto con la naturaleza han escogido este maravilloso rincón. El río San Julián o Encemero, baña sus campos y forma un precioso valle en los inicios de la Sierra de la Demanda.

## Festividades
Su patrona es Santa Lucía de Siracusa. El 13 de diciembre, cuando la noche se alarga y se acorta el día, se celebra la fiesta patronal. Además están las fiestas de Gracias, que suelen celebrarse el tercer o cuarto fin de semana de agosto, y tienen por finalidad, dar gracias por la cosecha recogida.

## Modelo urbanístico
Entrando por la carretera nos encontramos con un pueblo alargado, con una única calle principal, la calle Real, y partiendo de la plaza, a la derecha, la corta calleja de San Roque. En la plaza, una iglesia pequeña y sencilla y la fuente octogonal construida a comienzos de los años 1950. Las casas están construidas a base de un armazón de madera que algunas muestran en su fachada, piedras sin moldear, yeso y la teja curva. 
Detrás de la iglesia, hay una que, posiblemente, sea la más antigua del pueblo, ya que está construida con ladrillo de la época de los Austrias, lo que nos hace suponer que pueda ser del siglo XVI y de una familia de cierta buena posición. 
Se sabe de la casa parroquial, que había detrás de la iglesia y junto a ella un horno, a través de un documento en el que consta un testamento de un tal Domingo Martínez, hecho en 1714. En él deja la casa a un sobrino, uno de los sacerdotes de la parroquia, por lo que, después, ha sido casa parroquial hasta que, en los primeros años de la década de los cuarenta, del pasado siglo, se fue D. Recaredo Melchor Uzquiza, último párroco que vivió en el pueblo.
Actualmente hay las siguientes casas (viviendas):
- Ocho, abiertas y ocupadas por habitantes del pueblo.
- Trece, para gente del pueblo o sus familiares que van esporádicamente o en fines de semana.
- Catorce, adquiridas por personas ajenas al pueblo, principalmente del País Vasco.
- Ocho, cerradas o en ruina.
- La antigua escuela, ayuntamiento y bar.
- La iglesia.
- La ermita de Santa Lucía, actualmente en ruinas.

## Historia
A la caída del Antiguo Régimen queda constituida como ayuntamiento constitucional del mismo nombre en el partido Belorado , región de Castilla la Vieja , contaba entonces con 57 habitantes.
Algo de su historia.
Poco ha trascendido, por la tradición, de la historia del nuestro pueblo.
Se habla de que quizás estuvo, inicialmente, en el lugar que llamamos Linares, ya que hay un pago que se llama la Iglesia Vieja, lugar donde, arando con el brabán, se encontraron algunas losas sepulcrales. 
También, hace unos años, al arar en una era junto a las Herranes, puesto que ya no se trilla, apareció un sarcófago completo, de piedra arenisca, con huesos, al parecer, de una mujer y un niño. Se avisó a la Diputación Provincial y se llevaron los huesos. No se ha vuelto a saber nada, por lo que se supone que el hallazgo tiene muy poco valor arqueológico.
Si comento aquí el hecho es, porque dada la forma de la tumba, se puede fácilmente suponer que es, al menos, del siglo XV. 
El nombre de la calleja de San Roque, viene de que, hubo una ermita dedicada a este santo, cuya imagen está en la iglesia, a la subida de Senderillo y donde hay unas piedras cubiertas por matorral.
Tenemos la ermita de Santa Lucía, al sur del pueblo, ahora derruida a causa de un incendio. Esta santa sí es la patrona del pueblo desde siempre. Santa muy querida por todos y de gran devoción de los habitantes del pueblo y de toda la comarca. Demostrado esto por la gran afluencia de público el día de su fiesta. 
El documento comentado en el apartado anterior nos habla de la iglesia y la casa parroquial, lo que nos hace suponer que en el siglo XVI ya existían. 
También voy a ilustrar otro hecho histórico que nos habla del pueblo y sus gentes en el año 1763.
Por lo que conocemos, al menos en el siglo XX y en la actualidad, las relaciones entre 
nuestro pueblo y Viloria de Rioja son excelentes. Una demostración de esto es la de los diversos matrimonios que se han celebrado entre personas de ambos pueblos.
Así pues, nos dice algo de nuestra antigua historia una “Real Carta ejecutoria librada por S.M. Carlos III y señores de su Real y Supremo Consejo de Castilla en 26 de agosto de 1763, a favor del lugar de San Pedro del Monte, para que libremente pueda continuar en la labor del término de los Bercolares, perpetuamente.
Se desestiman las instancias y pretensiones de la villa de Viloria y su común de vecinos. Hay dos firmas ilegibles”.
Resumiendo el documento, en el que intervienen jueces, abogados y procuradores de ambos pueblos, diremos que se hacen referencias al año 1584 y a una sentencia a favor de San Pedro del 12 de octubre de 1415. (Como podemos ver, ya existía nuestro pueblo en la Edad Media.)
“En concreto Viloria dice: Que San Pedro ha usado más de diez años, para lo que se le autorizó, de la labranza de los Bercolares sin pagar nada a Viloria y que se han cedido en común pastos a Fresneña y Eterna sin permiso de Viloria, exigiendo que pague a Viloria y que se les castigue. Que habían autorizado a San Pedro a romper solo treinta fanegas y habían labrado ochenta.”
“San Pedro expone: Que venían disfrutando del rompimiento y labranza de los Bercolares desde el año 1415, más de trescientos años, y que lo que pretende Viloria, mal aconsejada, es acabar de aniquilar a San Pedro y quedarse con sus tierras, a pesar de que hay algunas sentencias a favor de este lugar.”
Resumimos la sentencia definitiva que dice: “ Por lo cual, mediante hallarse ese lugar de San Pedro del Monte de más de cien años a esta parte en la quieta y pacífica posesión de sembrar de centeno el expresado sitio de los Bercolares, lo que parece ha ejecutado en virtud de sentencia de 12 de octubre de 1415, por la que se le dio la facultad, para que pudiese romper, labrar los vallados y ejidos de su término que fuesen a propósito para llevar pan y donde mejor le pareciese, cuya sentencia se halla corroborada a favor de San Pedro, con dos ejecutorias de la nuestra Real Cancillería de Valladolid de los años 1584 y 1748. 
A dicho lugar se le concedió el aprovechamiento de los Bercolares, sin limitación de tiempo, en consideración a la estrechez de su término que no llega a cuarto de legua y al componerse de trece vecinos pobres. 
Por lo que os mandamos que continuéis libremente en la labor y aprovechamiento del expresado sitio de los Bercolares, repartiéndole por suertes entre los vecinos de ese lugar, en proporción de las yuntas y labores de cada uno.”
Se sabe, por la Historia, que en tiempos de la “Reconquista,” a medida que los reinos cristianos iban venciendo y expulsando a los musulmanes, venían gentes del norte a repoblar los lugares abandonados por éstos y así vemos cómo, en nuestra zona, hay apellidos vascos, tales como Zuazo, Corcuera, Urizarna, Uzquiza etc.
Se da la paradoja, de que, actualmente, al quedar casas cerradas, vuelven buenas gentes procedentes, principalmente, del País Vasco, y las adquieren para venir a descansar los fines de semana y en vacaciones. 
Si en 1763 había trece vecinos, está claro que fueron aumentando paulatinamente, pues sabemos que en 1890 había 36, con 151 habitantes y en 1939 también 36 vecinos, con 140 habitantes. La emigración de los años cincuenta y sesenta del pasado siglo y que actualmente, algunos jóvenes y mayores jubilados se han ido fuera, principalmente, a Belorado, han hecho que, ahora, sólo vivan habitualmente, en el pueblo unas dieciséis personas.

## Coordenadas
- Altitud: 832 metros.
- Latitud: 42º 24' 33" N
- Longitud: 003º 06' 22" O
- Coordenadas en Wikimapia: 42°24'57" N 3°6'38" W